# Rosário Oeste
Rosário Oeste é um município brasileiro do estado de Mato Grosso. Localiza-se a uma latitude 14º50'10" sul e a uma longitude 56º25'39" oeste, estando a uma altitude de 192 metros. Possui uma área de 8802,047 km² e sua população foi estimada em 17 054 habitantes, conforme dados do IBGE de 2020.

## História
Em 1751, atraído pela fertilidade das terras, Inácio Manuel Tourinho mudou-se com sua esposa Maria Francisca Tourinho para a localidade, estabelecendo seu Sítio Monjolo na margem direita do Ribeirão Monjolo. As pessoas escravizadas pela família ergueram uma capelinha com coberta de palha dedicada a Nossa Senhora do Rosário, cuja imagem foi mandada trazer do Rio de Janeiro por Dona Maria Francisca. Como o caminho para as minas de ouro de Diamantino passava pelo sítio, o povoado cresceu. Mas, com o falecimento do casal fundador, a maioria dos moradores migrou para Diamantino, que oferecia melhores condições de vida.
Em 8 de agosto de 1812, três militares obtiveram terras lavradas à margem direita do rio Cuiabá por carta de sesmaria. A gleba estava ligada às estradas dos bandeirantes no estado de Mato Grosso. Esse arraial de José Pedro da Silva Prado, Marcelino Rodrigues de Toledo e Vitoriano Lopes de Macedo atraiu os moradores do antigo Sítio Monjolo, porque se localizava em suas proximidades.  E eles levaram a santa para a igreja do novo local de moradia (igreja que, atualmente, é a antiga Igreja Matriz), também construída por pessoas escravizadas.
O Arraial do Rosário foi elevado a freguesia do Rosário do Rio Acima em 26 de agosto de 1883 (Decreto nº 30). A vila de Rosário do Rio Acima foi renomeada Rosário Oeste em 11 de junho de 1915 (Lei Estadual nº 694) e foi elevada a cidade em 16 de junho de 1918 (Lei nº 772).
A partir de Rosário Oeste foram criados vários distritos:
- Em 1936 e 1937, Araras (posteriormente, reanomeado Bauxi) e de Nobres,
- Em 24 de dezembro de 1948 (Decreto nº 583), Arruda e Praia Rica (que, em 1953, passou a pertencer a Chapada dos Guimarães), e
- Em 6 de novembro de 1963 (Lei nº 4011), Marzagão.

## Geografia
O município de Rosário Oeste, possui uma área territorial de 8.802,047 km²..
Segundo a contagem do IBGE em 2016 a população de Rosário Oeste é de 17.016 habitantes..
Na vegetação predominam-se 70% de campos limpos, 20% matas virgens e 10% cerrado.
O clima do município classifica-se como tropical quente e subúmido, como período de 5 meses de seca, a temperatura em média é de 26 °C, alcançando máxima de 38 °C e mínima de 19 °C, os períodos de chuva são nos meses de novembro a março.
O relevo de Rosário Oeste de modo geral é tabular, com elevações acentuadas, característica de todo o Planalto Central e planície Pantanal apta agricultura pois está distante Foz Pantanal encontra-se na zona fisiográfica da Chapada dos Guimarães.
A região leste apresenta como principais acidentes a Serra de Marzagão, a Serra da Canguinha e a Serra de São Joaquim, que são divisórias da grande Bacia Amazônica e Bacia Platina, enquanto que na região oeste destaca-se a Serra do Tombador, zona tectônica com grande quantidade de calcário e dolomita.
Nessas serras nascem muitos córregos, riachos e ribeirões que formam os rios Cuiabá e Teles Pires. O Rio Cuiabá localiza-se ao norte do município, servindo de limite entre Rosário Oeste e Nobres, de água no rio Paraguai. O rio Teles Pires segue direção contrária, dirigindo-se para o norte, na Bacia Amazônica e serve de divisor entre Rosário Oeste e Chapada dos Guimarães.
O solo da região é em sua maioria de latossolos vermelho, amarelo e hidroformos, apresentando boa fertilidade natural em algumas localidades como o distrito de Bauxi e distrito de Marzagão.
Pela cidade passou, em 1938, Claude Lévi-Strauss, etnólogo francês, que vinha de Cuiabá em uma expedição para o noroeste do Brasil. Deixou suas impressões registradas em seu livro Tristes Trópicos, de 1955.